# エクスプロリア・スタジアム
インター&コ・スタジアム（英語：Inter&Co Stadium）は、アメリカ合衆国・フロリダ州オーランドにあるサッカー専用スタジアム。オーランド・シティSCがホームスタジアムとして使用している。かつてはオーランド・シティ・スタジアム (Orlando City Stadium)と呼ばれていた。
2019年6月、タイムシェア事業を手掛けるエクスプロリア・リゾーツ（Exploria Resorts）社がスタジアムの命名権スポンサーとなり、エクスプロリア・スタジアム (Exploria Stadium)と改称された。2024年1月18日、ブラジルのフィンテック企業であるインター&コ(Inter&Co)がスタジアムの命名権スポンサーとなり、インター&コ・スタジアム(Inter&Co Stadium)と改称された。

## ギャラリー

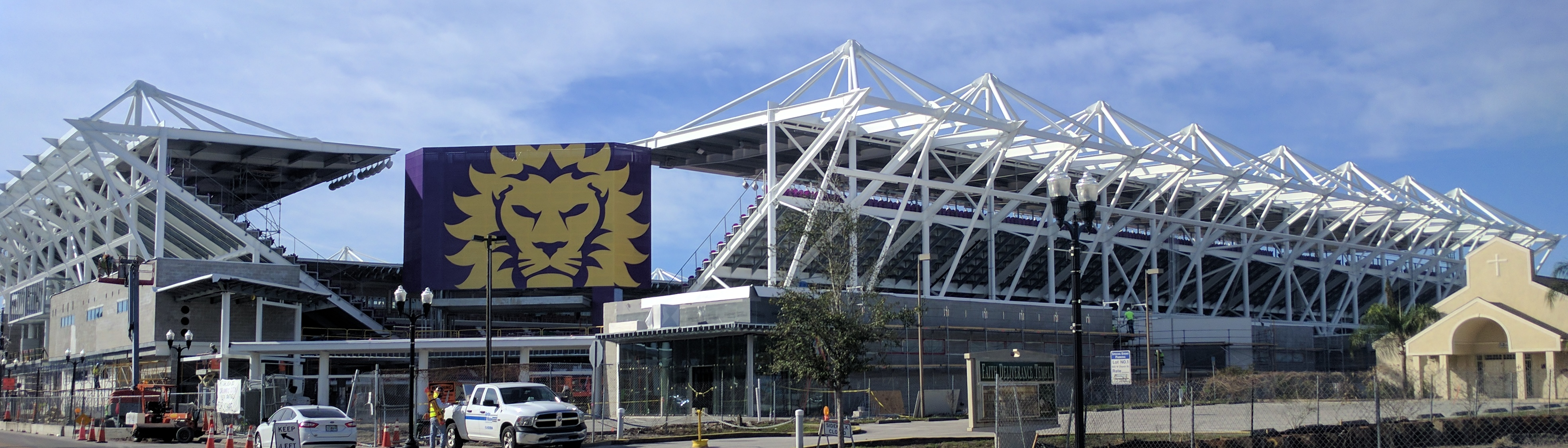